# Auchonvillers
Auchonvillers [oʃɔ̃vile] est une commune française située dans le département de la Somme en région Hauts-de-France.

## Géographie

### Localisation
Auchonvillers est située au nord du département de la Somme à une douzaine de kilomètres d'Albert, à la limite des départements de la Somme et du Pas-de-Calais.
| Colincamps     | Hébuterne (Pas-de-Calais) | Beaumont-Hamel    |
| Mailly-Maillet | Auchonvillers             | Beaumont-Hamel    |
|                | Englebelmer               | Mesnil-Martinsart |

### Nature du sol et du sous-sol
Le sol de la commune est généralement argilo-siliceux, une faible étendue de calcaire domine vers le nord.

### Relief, paysage, végétation
Le territoire de la commune fait partie de l'Amiénois. Il est donc plutôt plat avec quelques ondulations. L'altitude maximale de la commune est de 157 mètres.

### Hydrographie
La commune est située dans le bassin Artois-Picardie. Elle n'est drainée par aucun cours d'eau.

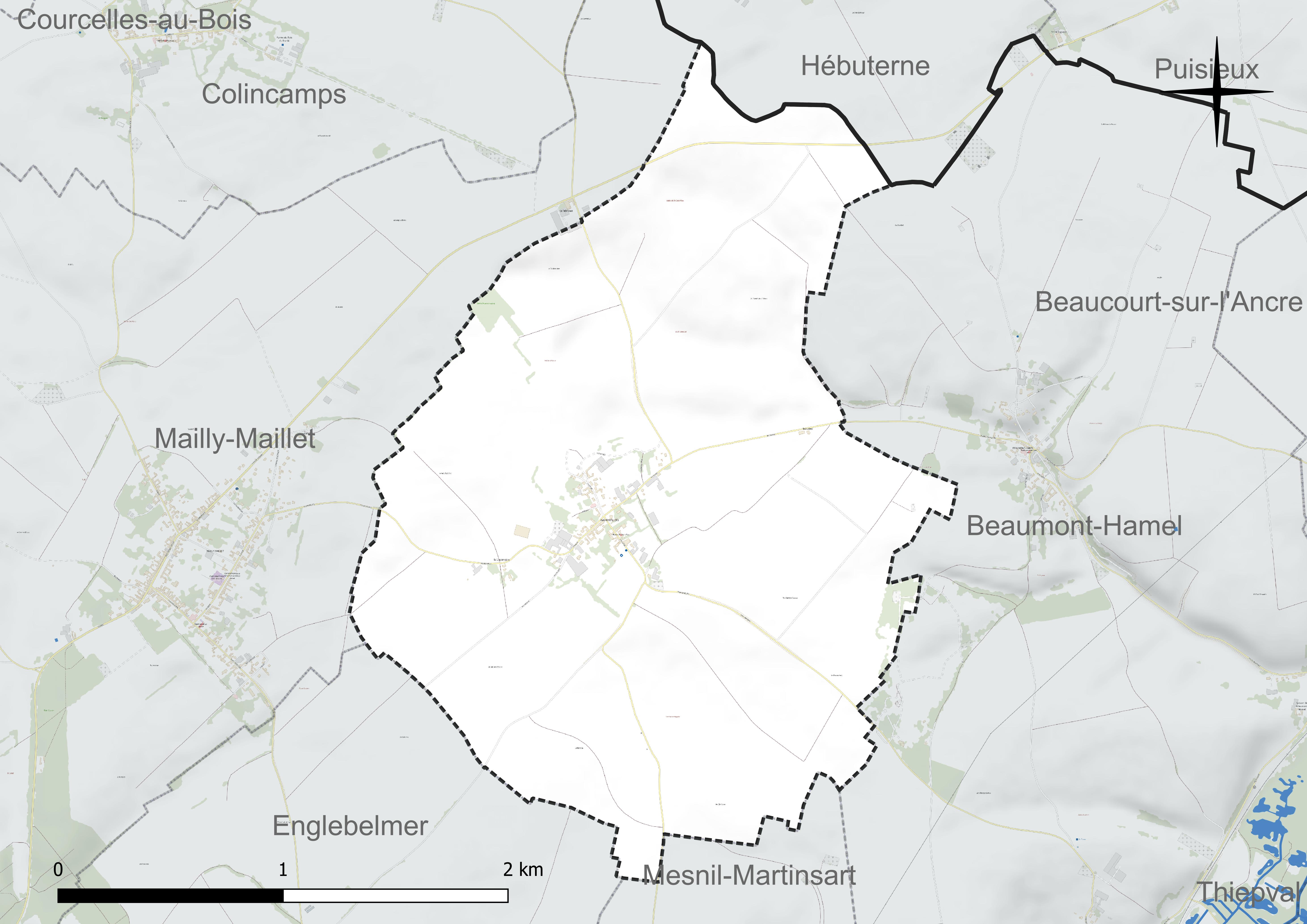
Réseau hydrographique d'Auchonvillers.

### Climat
Pour des articles plus généraux, voir Climat des Hauts-de-France et Climat de la Somme.
En 2010, le climat de la commune est de type climat des marges montargnardes, selon une étude du CNRS s'appuyant sur une série de données couvrant la période 1971-2000. En 2020, Météo-France publie une typologie des climats de la France métropolitaine dans laquelle la commune est exposée à un climat océanique et est dans la région climatique Nord-est du bassin Parisien, caractérisée par un ensoleillement médiocre, une pluviométrie moyenne régulièrement répartie au cours de l'année et un hiver froid (3 °C).
Pour la période 1971-2000, la température annuelle moyenne est de 9,8 °C, avec une amplitude thermique annuelle de 14,7 °C. Le cumul annuel moyen de précipitations est de 824 mm, avec 12,4 jours de précipitations en janvier et 9,3 jours en juillet. Pour la période 1991-2020, la température moyenne annuelle observée sur la station météorologique la plus proche, située sur la commune de Méaulte à 11 km à vol d'oiseau, est de 10,7 °C et le cumul annuel moyen de précipitations est de 730,3 mm,. Pour l'avenir, les paramètres climatiques de la commune estimés pour 2050 selon différents scénarios d'émission de gaz à effet de serre sont consultables sur un site dédié publié par Météo-France en novembre 2022.

## Urbanisme

### Typologie
Au 1er janvier 2024, Auchonvillers est catégorisée commune rurale à habitat dispersé, selon la nouvelle grille communale de densité à sept niveaux définie par l'Insee en 2022.
Elle est située hors unité urbaine. Par ailleurs la commune fait partie de l'aire d'attraction d'Amiens, dont elle est une commune de la couronne,. Cette aire, qui regroupe 369 communes, est catégorisée dans les aires de 200 000 à moins de 700 000 habitants,.

### Occupation des sols
L'occupation des sols de la commune, telle qu'elle ressort de la base de données européenne d'occupation biophysique des sols Corine Land Cover (CLC), est marquée par l'importance des territoires agricoles (100 % en 2018), une proportion identique à celle de 1990 (100 %). La répartition détaillée en 2018 est la suivante : 
terres arables (94 %), zones agricoles hétérogènes (5,9 %), prairies (0,1 %). L'évolution de l'occupation des sols de la commune et de ses infrastructures peut être observée sur les différentes représentations cartographiques du territoire : la carte de Cassini (XVIIIe siècle), la carte d'état-major (1820-1866) et les cartes ou photos aériennes de l'IGN pour la période actuelle (1950 à aujourd'hui).

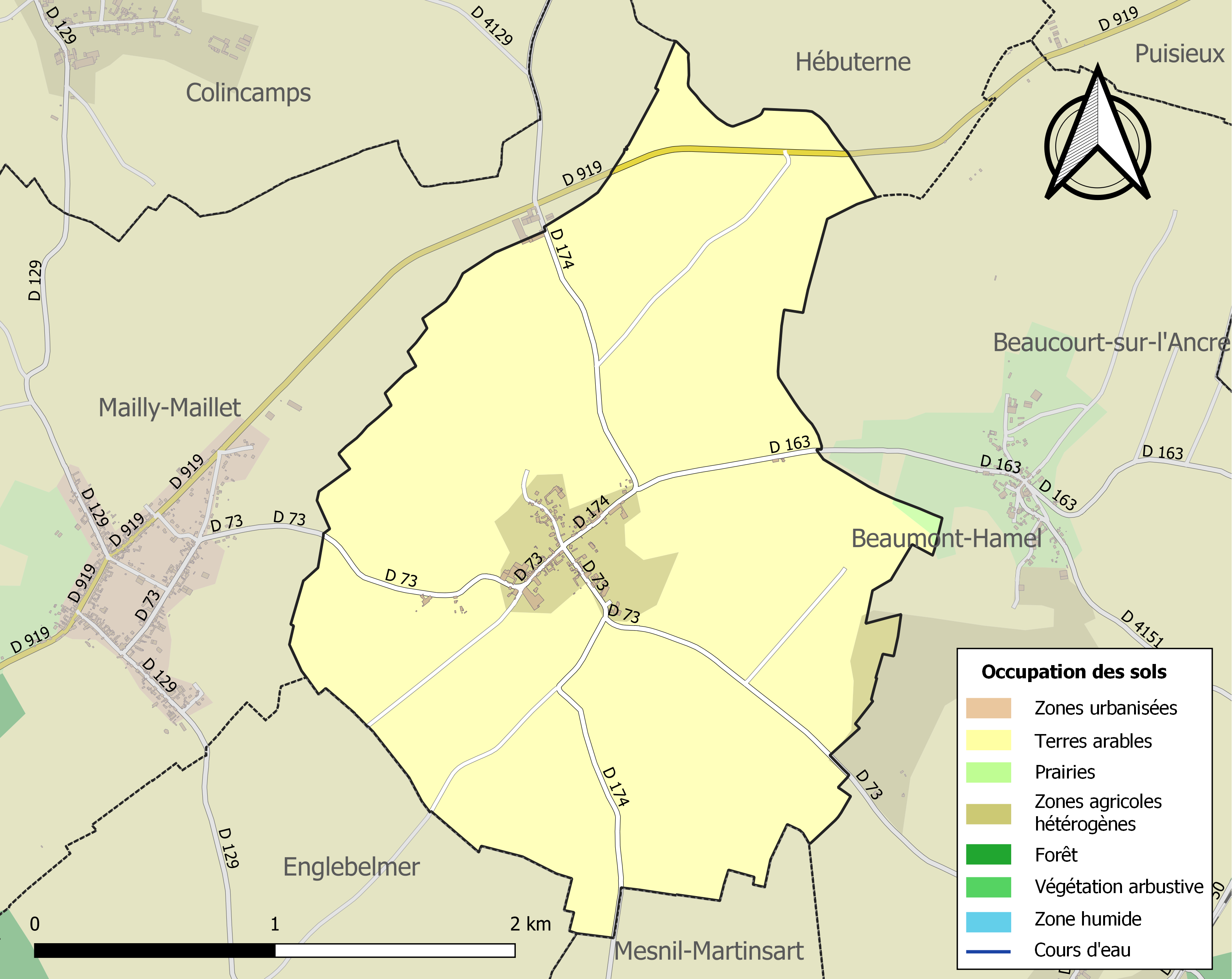
Carte des infrastructures et de l'occupation des sols de la commune en 2018 (CLC).

### Habitat

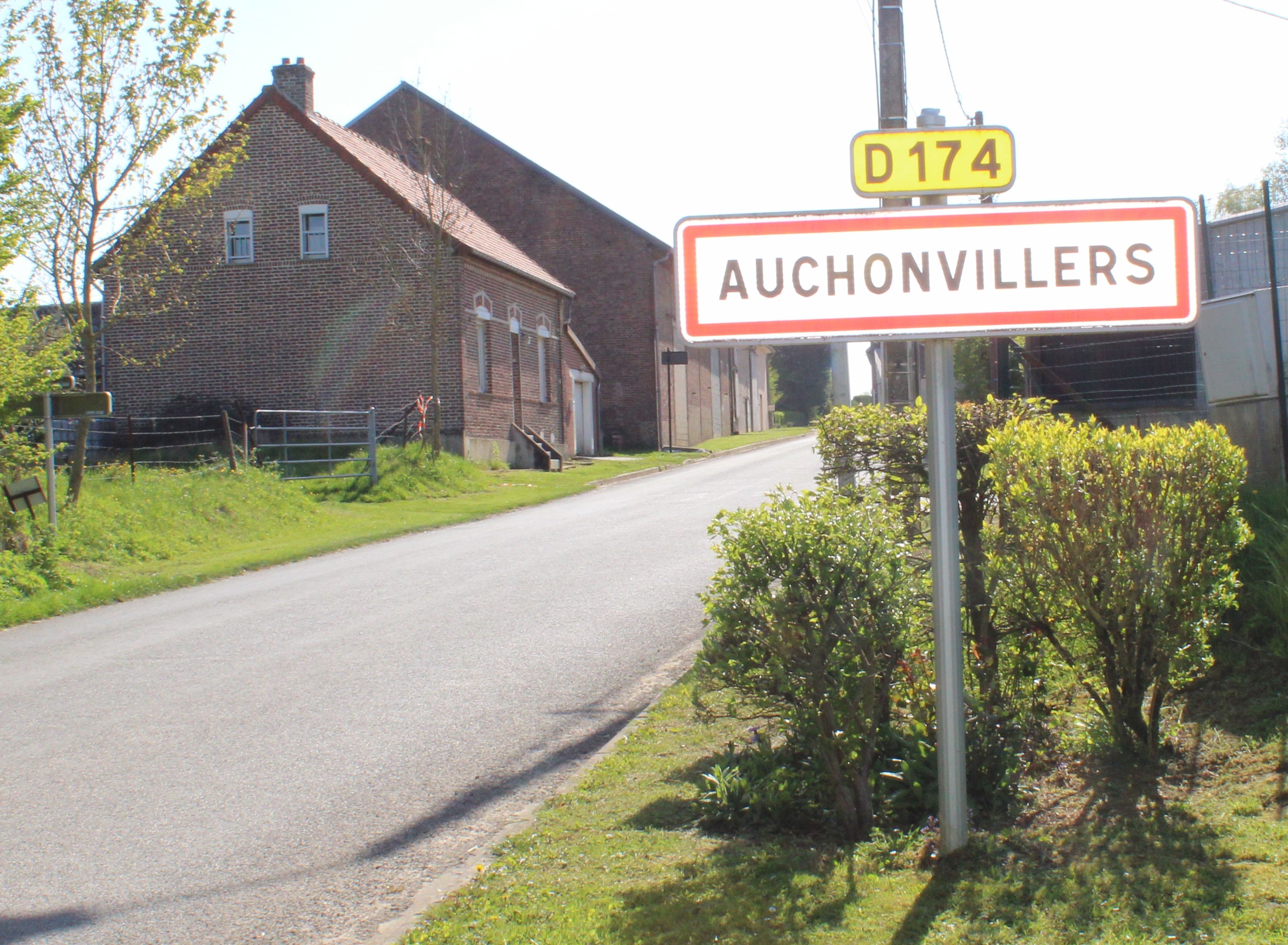
Entrée de la commune.

La commune se compose d'une seule agglomération, le village d'Auchonvillers, détruit pendant la Première Guerre mondiale, il a été reconstruit durant l'entre-deux-guerres.

### Voies de communication
Le village d'Auchonvillers se situe au carrefour des routes  73 et D 163.

## Toponymie
On trouve plusieurs formes pour désigner Auchonvillers dans les textes anciens : Auconviller (1186), Auconviler en 1211, Authonvillers, Ochonviller (XIIIe siècle), Auchonviler en 1301, Osonvillers puis Ochonvillers sont mentionnés, Aussonvillers en 1369 avant que le village ne trouve son appellation définitive.
Auchonvillers est un toponyme gallo-romain dérivant de -villa désignant un domaine rural et d'un anthroponyme, peut-être germanique avec un Alacho(n).
Chonvillé en picard.

## Histoire
On ne trouve pas trace de châtelain portant le nom d'Auchonvillers. La seigneurie d'Auchonvillers était mouvante du château d'Aveluy.
Selon le père Daire, un écolâtre du chapitre cathédral d'Amiens, Gérard de Noyelle, acheta, en 1281, les dîmes de la paroisse d'Auchonvillers à un clerc du nom d'Ingelran  avec l'agrément de Gui de Châtillon, comte de Saint-Pol et seigneur d'Encre (Albert).
En 1572, la seigneurie appartenait au marquis de Plotho, Benjamin de Belloy de Valicourt, ancien colonel d'artillerie. La deuxième seigneurie a relevé du comte d'Hésecques.
Le lieu-dit, la Bataille, sur le territoire communal laisse à penser que se déroula à cet endroit un combat entre Français et Impériaux. Le fort de la Tour du Pré qui existait autrefois semble accréditer cette hypothèse.
Le village d'Auchonvillers a été totalement détruit au cours de la Grande Guerre.

## Politique et administration

### Rattachements administratifs et électoraux
Rattachements administratifs
La commune se trouve dans l'arrondissement de Péronne du département de la Somme.
Elle faisait partie depuis 1801 du canton d'Albert. Dans le cadre du redécoupage cantonal de 2014 en France, cette organisation territoriale administrative a disparu, le canton n'est plus qu'une circonscription électorale.
Rattachements électoraux
Pour les élections départementales, la commune fait partie depuis 2014 du canton d'Albert
Pour l'élection des députés, elle fait partie de la cinquième circonscription de la Somme.

### Intercommunalité
La commune fait partie de la communauté de communes du Pays du Coquelicot, un établissement public de coopération intercommunale (EPCI) à fiscalité propre créé fin 2001 sous le nom de Communauté de communes de la région d'Albert - Acheux en Amiénois et Bray-sur-Somme.

### Liste des maires
| Période                                  | Période                       | Identité             | Étiquette | Qualité |
| ---------------------------------------- | ----------------------------- | -------------------- | --------- | ------- |
| Les données manquantes sont à compléter. |                               |                      |           |         |
| Avant 1844                               |                               | M. Lemaire           |           |         |
| Les données manquantes sont à compléter. |                               |                      |           |         |
| 1975                                     | 1989                          | Jacques Caudron      |           |         |
| 1989                                     | 2014                          | Guy Réveillon        |           |         |
| 2014                                     | mai 2020                      | Marie-Anne Réveillon |           |         |
| mai 2020                                 | En cours (au 14 janvier 2021) | Cyril Carnel         |           |         |

## Population et société

### Démographie
L'évolution du nombre d'habitants est connue à travers les recensements de la population effectués dans la commune depuis 1793. Pour les communes de moins de 10 000 habitants, une enquête de recensement portant sur toute la population est réalisée tous les cinq ans, les populations de référence des années intermédiaires étant quant à elles estimées par interpolation ou extrapolation. Pour la commune, le premier recensement exhaustif entrant dans le cadre du nouveau dispositif a été réalisé en 2006.

En 2022, la commune comptait 124 habitants, en évolution de −13,29 % par rapport à 2016 (Somme : −1,26 %, France hors Mayotte : +2,11 %).
| 1793 | 1800 | 1806 | 1821 | 1831 | 1836 | 1841 | 1846 | 1851 |
| ---- | ---- | ---- | ---- | ---- | ---- | ---- | ---- | ---- |
| 392  | 433  | 418  | 442  | 428  | 476  | 433  | 474  | 466  |

| 1856 | 1861 | 1866 | 1872 | 1876 | 1881 | 1886 | 1891 | 1896 |
| ---- | ---- | ---- | ---- | ---- | ---- | ---- | ---- | ---- |
| 448  | 420  | 405  | 402  | 371  | 371  | 354  | 346  | 289  |

| 1901 | 1906 | 1911 | 1921 | 1926 | 1931 | 1936 | 1946 | 1954 |
| ---- | ---- | ---- | ---- | ---- | ---- | ---- | ---- | ---- |
| 267  | 262  | 245  | 99   | 148  | 168  | 153  | 150  | 161  |

| 1962 | 1968 | 1975 | 1982 | 1990 | 1999 | 2006 | 2011 | 2016 |
| ---- | ---- | ---- | ---- | ---- | ---- | ---- | ---- | ---- |
| 152  | 157  | 152  | 128  | 112  | 147  | 132  | 129  | 143  |

| 2021 | 2022 | - | - | - | - | - | - | - |
| ---- | ---- | - | - | - | - | - | - | - |
| 130  | 124  | - | - | - | - | - | - | - |

### Enseignement
Un syndicat scolaire (Sivu) liant la commune à celles d'Englebelmer, Courcelles-au-Bois, Colincamps, Bertrancourt et Mailly-Maillet gère le fonctionnement, l'aménagement, l'entretien des équipements et les activités péri-scolaires.

## Économie

### Activités économiques et de services
L'activité dominante de la commune est l'agriculture.

## Culture locale et patrimoine

### La cérémonie des Jarretières
Le deuxième jour de la fête du village, la cérémonie des Jarretières, obéissait à un rituel convenu et prélude au bal du soir.
« Tout à coup le violon de la veille se fait entendre. C'est la cérémonie des Jarretières qui commence. Les jeunes gens du village accompagnent le vieux ménétrier et chantent au refrain. L'un d'entre eux, affublé d'une redingote démodée qui lui descend aux talons, et coiffé d'un ancien chapeau haut de forme des plus burlesques, porte une perche ornée d'un cerceau à l'un des bouts ; les autres suivent ; et toute cette bande joyeuse tombe comme une avalanche dans chaque maison qui possède une jeune fille en âge de danger ; pas une n'est oubliée ; et c'est alors un mélange de bruyants éclats de rire qui se prolongent comme un écho, et de petits cris d'étonnement ou d'effroi. La jeune fille, surprise dans son négligé du matin, a l'air embarrassée devant tous ces garçons ; elle sent qu'une vive rougeur colore ses joues pâlies par la fatigue du dimanche ; elle se retourne vivement pour cacher son trouble, et fait semblant de ne pas trouver dans l'armoire la jarretière qu'elle y a pourtant toute préparée d'avance. Les parents rient de l'embarras de leur enfant qui apporte enfin le fameux ruban, et timidement le donne au porte-jarretières. Pendant que ce dernier le suspend au cerceau, un autre jeune homme offre à l'ingénue sa rude main de paysan, et sans façon, la prenant par la taille, danse avec elle quelques pas de polka. Puis toute la troupe s'échappe, et toujours précédée du violoneux qui recommence son éternel del tarte à pimmes, elle va dans une autre maison trouver une autre jeune fille qui ornera le cerceau d'une nouvelle jarretière. Quand toutes les rues ont été suivies, et que chaque danseuse a livré son ruban, le cortège reprend la route du bal et y rentre. Les jeunes filles arrivent bientôt après ; les couples se forment au fur et à mesure, et quelques quadrilles précèdent la vente des Jarretières. Plusieurs jeunes gens sont préposés à cette vente. L'un figure le notaire. Près de lui, et juché sur une table boiteuse, le crieur. Enfin un troisième remplit de son mieux les fonctions de garde-champêtre, et répète, en voix de basse, la mise à prix du crieur. Après maintes simagrées de ce burlesque trio, chacune des jarretières est adjugée à sa propriétaire, comme il est convenu d'avance ; et c'est à chaque vente une explosion de réflexions et de bons mots qui, certes, ne sont pas toujours bien spirituels, mais qui excitent le vrai rire et cette franche gaieté, débarrassée de toute étiquette. Quand la dernière jarretière est vendue, l'orchestre soulève toute la jeunesse dans un galop frénétique, puis danseurs et danseuses vont au cabaret dépenser en sirops et en chopes de bière le produit de la vente, et avant de se quitter, tous ces Roméos picards donnent à leurs Juliettes rendez-vous pour le bal du soir ».

### Lieux et monuments

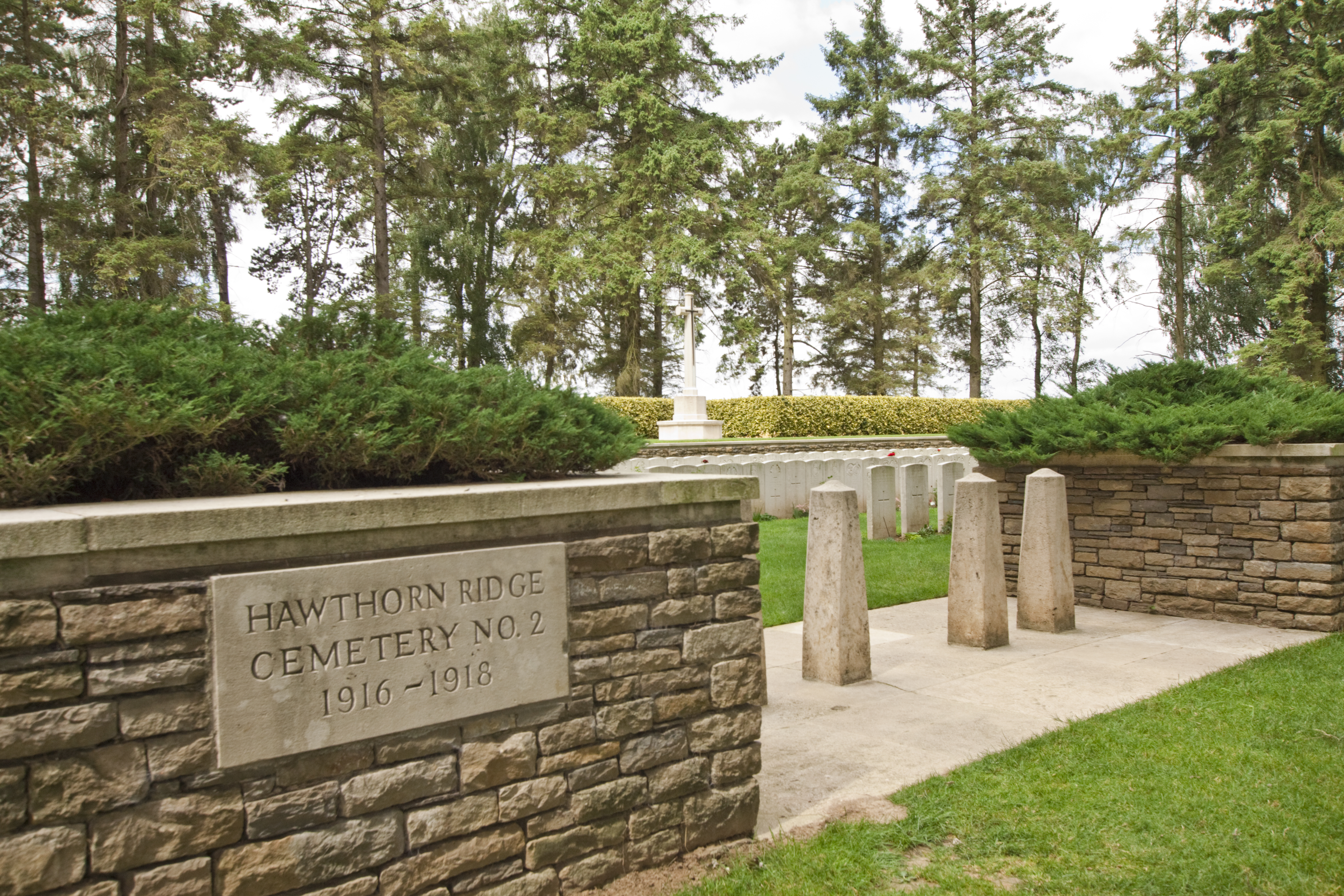
Cimetière militaire n°2 (1916-1918).

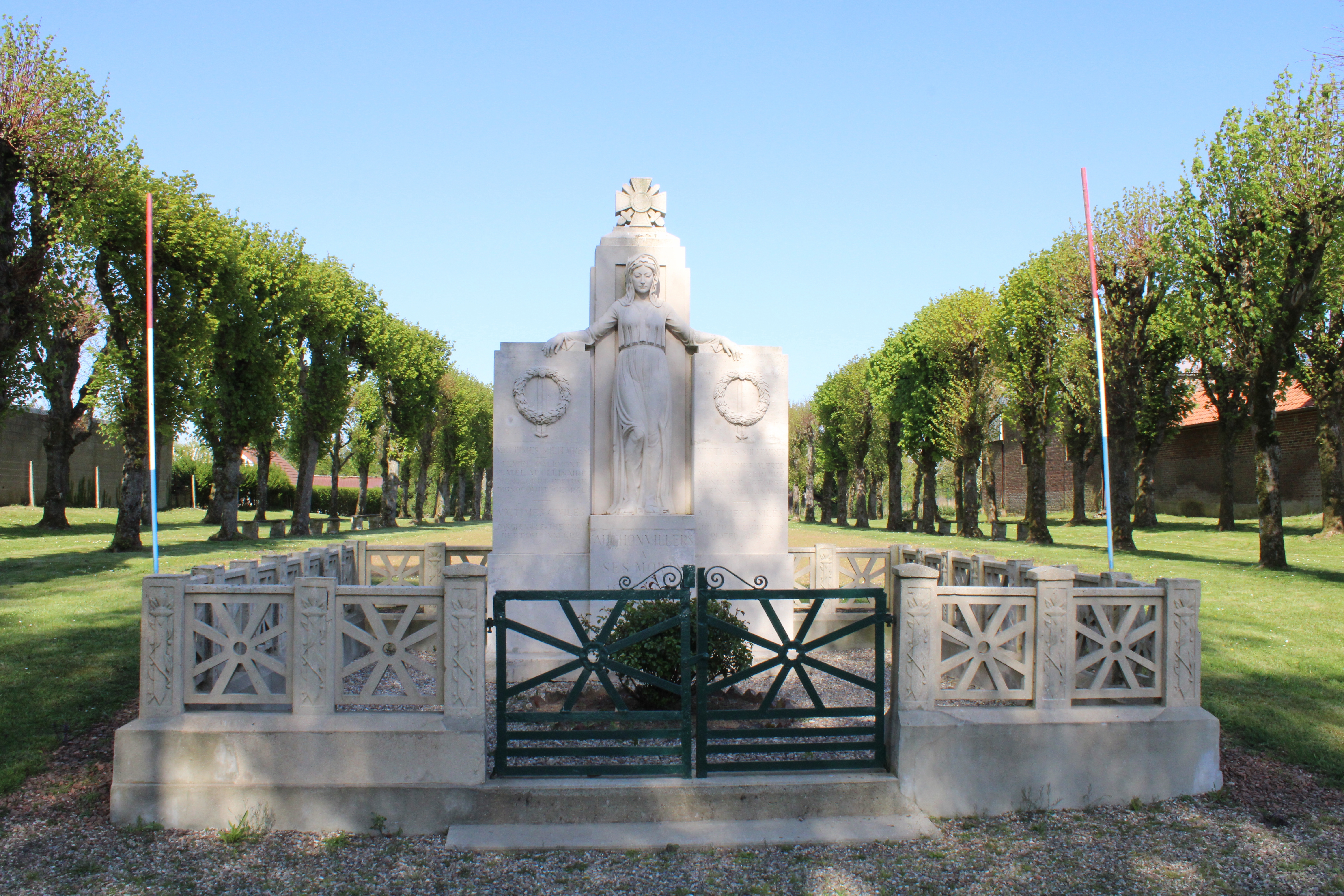
Le monument aux morts.

- L'église Saint-Vincent a été  reconstruite pendant l'entre-deux-guerres[32]. À l'intérieur, se trouve une Descente de croix de Raymond Moritz.

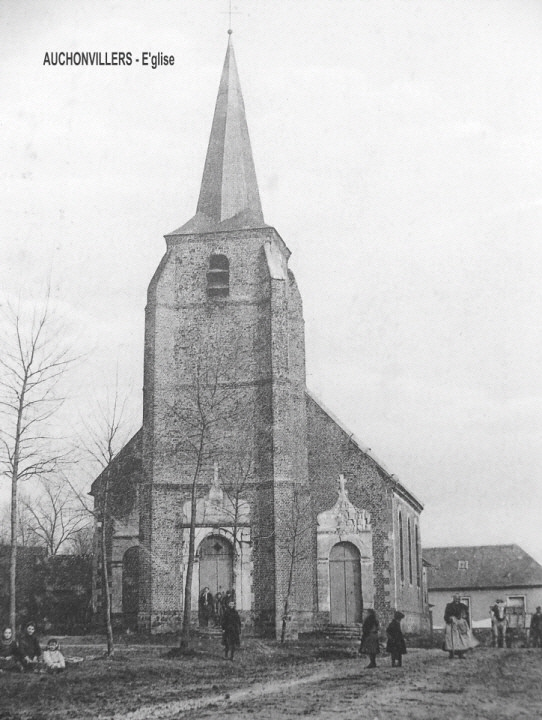
L'église d'Auchonvillers avant 1914.
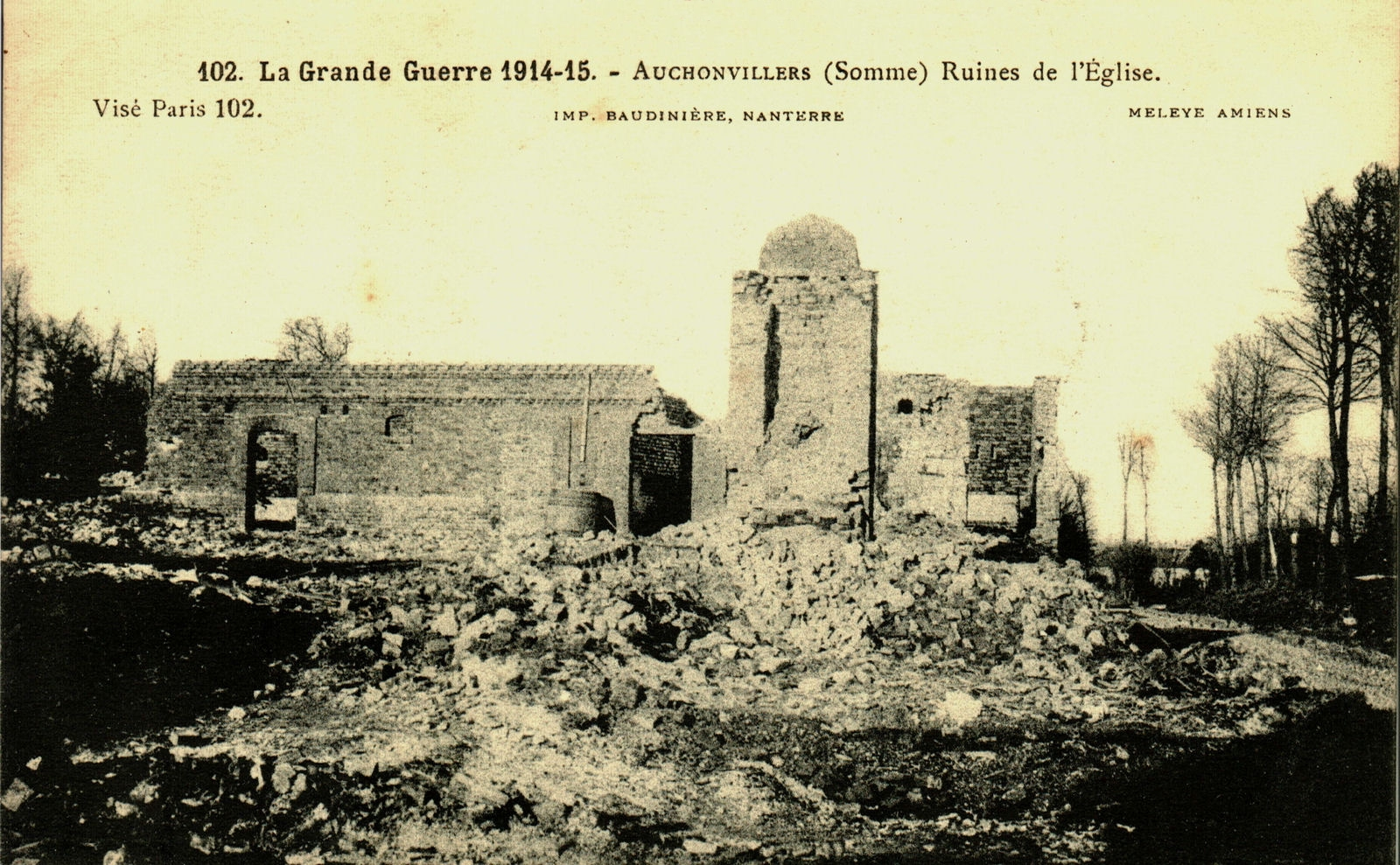
Ruines de l'église en 1918.
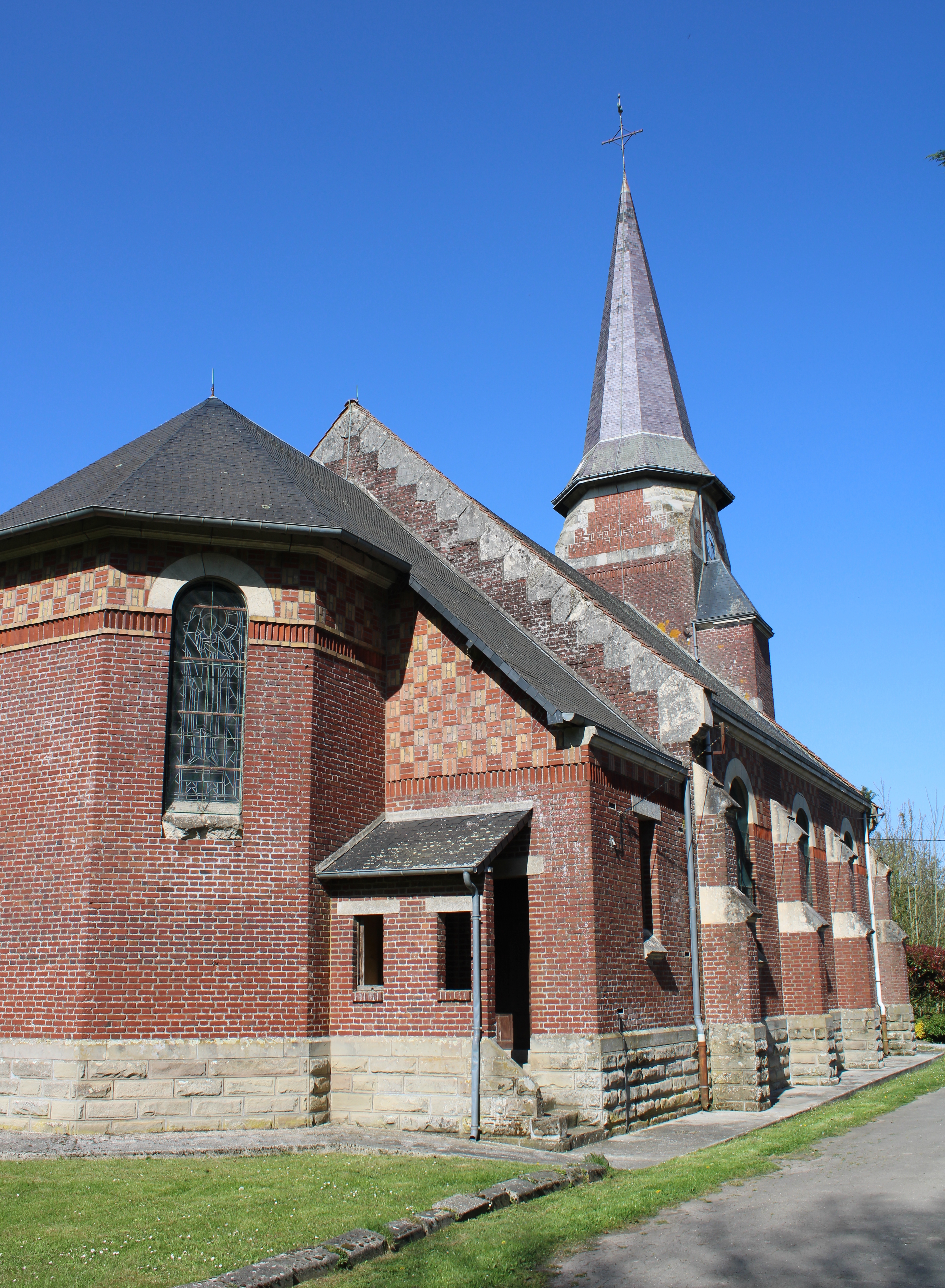
L'église actuelle reconstruite dans les années 1920.

- La commune héberge plusieurs cimetières militaires liés à la Première Guerre mondiale.

- - Cimetière militaire français :
    - Nécropole nationale d'Auchonvillers.

- Monument aux morts

### Personnalités liées à la commune
- Raymond Moritz, peintre, dont une descente de croix orne l'église Saint-Vincent d'Auchonvillers.

## Pour approfondir